# Список депутатов Верховного Совета РСФСР X созыва
Список депутатов Верховного Совета РСФСР десятого созыва
| # А Б В Г Д Е Ё Ж З И К Л М Н О П Р С Т У Ф Х Ц Ч Ш Щ Э Ю Я |

## А
1. Абажаев, Леонид Васильевич, Москва
2. Абалишин, Николай Михайлович, Калининская область
3. Абашина, Елена Николаевна, Воронежская область
4. Абдрахманова, Рамзия Шамильевна, Татарская АССР
5. Абовский, Владимир Пинкусович, Красноярский край
6. Агабалаева, Гюлферес Абдуллаевна, Дагестанская АССР
7. Агалаков, Виктор Митрофанович, Омская область
8. Агарков, Николай Фёдорович, Иркутская область
9. Азанов, Геральд Васильевич, Пермская область
10. Акимов, Андрей Николаевич, Сахалинская область
11. Акназаров, Зекерия Шарафутдинович, Башкирская АССР
12. Аксёнов, Владимир Александрович, Красноярский край
13. Александров, Николай Степанович, Саратовская область
14. Александрова, Екатерина Дмитриевна, Ульяновская область
15. Алексанкин, Александр Васильевич, Новгородская область
16. Алексеев, Михаил Николаевич, Саратовская область
17. Алексеев, Николай Николаевич, Горьковская область
18. Алесковский, Валентин Борисович, Ленинград
19. Алёшин, Георгий Васильевич, Новосибирская область
20. Алёшина, Зоя Фёдоровна, Ульяновская область
21. Алидин, Виктор Иванович, Московская область
22. Алиев, Нариман Абдулхаликович, Дагестанская АССР
23. Алланова, Раиса Григорьевна, Пензенская область
24. Алпаткин, Михаил Савельевич, Владимирская область
25. Амиров, Марс Гизитдинович, Башкирская АССР
26. Амирханов, Хабибулла Ибрагимович, Дагестанская АССР
27. Амриева, Раиса Магаметовна, Чечено-Ингушская АССР
28. Анашин, Николай Прокофьевич, Пензенская область
29. Ангельев, Дмитрий Дмитриевич, Ростовская область
30. Андреев, Борис Сергеевич, Ленинград
31. Андреев, Николай Николаевич, Коми АССР
32. Андропов, Юрий Владимирович, Горьковская область
33. Анисимова, Любовь Семёновна, Кемеровская область
34. Анищев, Владимир Петрович, Воронежская область
35. Антонова, Анна Ефимовна, Иркутская область
36. Антонова, Татьяна Демьяновна, Курганская область
37. Арбатский, Владимир Фёдорович, Алтайский край
38. Артамонов, Владимир Константинович, Астраханская область
39. Атопов, Владимир Иванович, Волгоградская область
40. Афанасьева, Таисия Ивановна, Чувашская АССР
41. Ахметзянов, Карям Нуриманович, Татарская АССР
42. Ахромеев, Сергей Фёдорович, Челябинская область

## Б
1. Бабешко, Александр Петрович, Кемеровская область
2. Бабухина, Александра Ивановна, Москва
3. Багауова, Багиза Сарвартдиновна, Татарская АССР
4. Багров, Леонид Васильевич, Иркутская область
5. Бадмахалгаев, Лаг Цаганманджиевич, Калмыцкая АССР
6. Байло, Таисия Петровна, Хабаровский край
7. Байцур, Глеб Григорьевич, Красноярский край
8. Бакиров, Фаниль Нурисламович, Башкирская АССР
9. Баландин, Виктор Николаевич, Кемеровская область
10. Барабанов, Леонид Петрович, Свердловская область
11. Баранок, Михаил Степанович, Брянская область
12. Баркова, Нина Павловна, Псковская область
13. Басиев, Олег Александрович, Северо-Осетинская АССР
14. Баскакова, Светлана Петровна, Ивановская область
15. Батыев, Салих Гилимханович, Татарская АССР
16. Батырова, Хаужан Титовна, Кабардино-Балкарская АССР
17. Баязитова, Рамзия Файзрахмановна, Башкирская АССР
18. Безносов, Павел Александрович, Коми АССР
19. Белов, Анатолий Андреевич, Приморский край
20. Белова, Вера Дмитриевна, Омская область
21. Белова, Галина Алексеевна, Калининская область
22. Бельченко, Василий Михайлович, Мордовская АССР
23. Белышкина, Любовь Ивановна, Рязанская область
24. Беляев, Раис Киямович, Татарская АССР
25. Беляева, Ирина Петровна, Краснодарский край
26. Берсенёва, Ирина Ивановна, Свердловская область
27. Бетехтина, Людмила Николаевна, Свердловская область
28. Бирюков, Владимир Афанасьевич, Камчатская область
29. Бирюков, Владимир Георгиевич, Бурятская АССР
30. Бирюкова, Александра Павловна, Москва
31. Бирюкова, Надежда Юрьевна, Свердловская область
32. Блинов, Владимир Михайлович, Тамбовская область
33. Блохин, Анатолий Прокопьевич, Омская область
34. Блохин, Леонид Григорьевич, Смоленская область
35. Блудов, Борис Александрович, Иркутская область
36. Боброва, Вера Семёновна, Москва
37. Бобровников, Андрей Андреевич, Алтайский край
38. Бобыкин, Леонид Фёдорович, Свердловская область
39. Бобылёв, Сергей Андреевич, Удмуртская АССР
40. Бовин, Александр Евгеньевич, Кемеровская область
41. Богданов, Александр Дмитриевич, Магаданская область
42. Боков, Владимир Анатольевич, Новосибирская область
43. Боков, Пётр Устинович, Оренбургская область
44. Боков, Хажбикар Хакяшевич, Чечено-Ингушская АССР
45. Болдинова, Лидия Николаевна, Московская область
46. Боловинов, Константин Алексеевич, Краснодарский край
47. Большаков, Владимир Николаевич, Оренбургская область
48. Большов, Александр Михайлович, Ульяновская область
49. Бондарев, Юрий Васильевич, Волгоградская область
50. Бондаренко, Александр Иванович, Татарская АССР
51. Бондаренко, Тамара Ильинична Красноярский край
52. Бондарчук, Сергей Фёдорович, Челябинская область
53. Борисов, Леонид Александрович, Москва
54. Борисова, Татьяна Ивановна, Ульяновская область
55. Борцов, Александр Григорьевич, Москва
56. Босенко, Николай Васильевич, Ставропольский край
57. Ботулу, Христина Ермолаевна, Красноярский край
58. Бочвар, Андрей Анатольевич, Москва
59. Бредихина, Валентина Петровна, Алтайский край
60. Бредова, Тамара Павловна, Приморский край
61. Брежнев, Леонид Ильич, Москва
62. Брежнев, Юрий Леонидович, Ленинград
63. Брыкалов, Владимир Григорьевич, Ивановская область
64. Бубнова, Нина Давыдовна, Саратовская область
65. Бузин, Владимир Николаевич, Московская область
66. Букалаева, Тамара Николаевна, Саратовская область
67. Булдаков, Евгений Фёдорович, Коми АССР
68. Бундзен, Геннадий Александрович, Новгородская область
69. Бурдастых, Лидия Андреевна, Курская область
70. Бурков, Александр Степанович, Северо-Осетинская АССР
71. Бурлакова, Лидия Михайловна, Москва
72. Буров, Геннадий Павлович, Брянская область
73. Бутина, Олимпиада Александровна, Ленинград
74. Бутко, Валерий Николаевич, Кемеровская область
75. Бутусов, Сергей Михайлович, Кемеровская область
76. Быханов, Анатолий Георгиевич, Рязанская область
77. Бычков, Владимир Петрович, Горьковская область

## В
1. Ваганов, Владимир Александрович, Горьковская область
2. Вагин, Михаил Григорьевич, Горьковская область
3. Валеев, Адхам Хасанович, Башкирская АССР
4. Вануйто, Анатолий Васильевич, Тюменская область
5. Ваняев, Николай Алексеевич, Ростовская область
6. Василенко, Альвина Яковлевна, Краснодарский край
7. Васильев, Аркадий Александрович, Марийская АССР
8. Васильев, Пётр Александрович, Псковская область
9. Васильева, Зинаида Анатольевна, Ленинград
10. Васильковский, Александр Ефремович, Орловская область
11. Васильчикова, Надежда Мартыновна, Московская область
12. Васькова, Людмила Васильевна, Свердловская область
13. Ватрасов, Александр Александрович, Тюменская область
14. Вдовенко, Галина Афанасьевна, Приморский край
15. Ведерников, Геннадий Георгиевич, Челябинская область
16. Велина, Любовь Михайловна, Челябинская область
17. Велихов, Евгений Павлович, Москва
18. Веселкова, Нина Михайловна, Красноярский край
19. Ветлицкий, Вячеслав Фёдорович, Куйбышевская область
20. Видьманов, Виктор Михайлович, Красноярский край
21. Виноградова, Галина Куприяновна, Кемеровская область
22. Витин, Олег Игоревич, Ленинградская область
23. Витковский, Владимир Николаевич, Калининградская область
24. Военушкин, Сергей Фёдорович, Коми АССР
25. Войстроченко, Анатолий Фомич, Брянская область
26. Волков, Константин Юрьевич, Иркутская область
27. Волошенко, Надежда Васильевна, Красноярский край
28. Вонсовский, Сергей Васильевич, Свердловская область
29. Воробьёв, Борис Михайлович, Ленинград
30. Воробьёв, Виктор Васильевич, Дагестанская АССР
31. Воробьёв, Виктор Григорьевич, Курская область
32. Воробьёв, Константин Алексеевич, Кировская область
33. Воробьёв, Николай Васильевич, Рязанская область
34. Ворожцова, Алевтина Васильевна, Кировская область
35. Воронин, Николай Иванович, Ростовская область
36. Воронина, Нина Васильевна, Горьковская область
37. Воропаев, Алексей Макарович, Воронежская область
38. Воюшин, Владимир Леонидович, Башкирская АССР
39. Высоцкий, Анатолий Емельянович, Томская область

## Г
1. Гаваев, Николай Тихонович, Мордовская АССР
2. Гавриленко, Виктор Фёдорович, Краснодарский край
3. Гаврилова, Татьяна Ивановна, Калининская область
4. Гагаров, Дмитрий Николаевич, Приморский край
5. Гадельшина, Разина Хаматьяновна, Башкирская АССР
6. Галина, Накия Халиловна, Башкирская АССР
7. Галкин, Владислав Николаевич, Кемеровская область
8. Галкин, Иван Иванович, Московская область
9. Галкина, Клара Фёдоровна, Москва
10. Галунова, Мария Ивановна, Липецкая область
11. Гальцев, Виктор Николаевич, Тамбовская область
12. Гапоненко, Валентин Константинович, Приморский край
13. Гапонов, Адам Ефимович, Псковская область
14. Гатина, Рузалия Мирсиафовна, Татарская АССР
15. Гвоздарёв, Василий Ионович, Ленинград
16. Герасимов, Сергей Апполинариевич, Свердловская область
17. Герасимова, Лидия Павловна, Ленинград
18. Герасимова, Таисия Ивановна, Новгородская область
19. Геращенко, Людмила Владимировна, Мурманская область
20. Гильдина, Рима Саитовна, Башкирская АССР
21. Главатских, Мария Александровна, Удмуртская АССР
22. Глазкова, Татьяна Николаевна, Пензенская область
23. Глухоедова, Лидия Владимировна, Краснодарский край
24. Годин, Николай Николаевич, Московская область
25. Головец, Борис Иванович, Ростовская область
26. Голубева, Валентина Николаевна, Ивановская область
27. Голубь, Николай Яковлевич, Краснодарский край
28. Гончаров, Пётр Лазаревич, Новосибирская область
29. Горбачёв, Михаил Сергеевич, Алтайский край
30. Горохова, Евдокия Николаевна, Якутская АССР
31. Горулёв, Владимир Фёдорович, Ярославская область
32. Горьков, Юрий Александрович, Архангельская область
33. Горяшин, Вениамин Алексеевич, Ленинградская область
34. Гребенщиков, Трофим Евстигнеевич, Кемеровская область
35. Гревцева, Мария Петровна, Белгородская область
36. Грек, Василий Алексеевич, Амурская область
37. Грибанов, Виктор Алексеевич, Вологодская область
38. Грибачёв, Николай Матвеевич, Брянская область
39. Грибкова, Мария Ивановна, Ярославская область
40. Григорьева, Антонина Георгиевна, Тюменская область
41. Гринкевич, Дмитрий Александрович, Вологодская область
42. Гришин, Виктор Васильевич, Москва
43. Грищенко, Пётр Семёнович, Челябинская область
44. Грозин, Артур Алексеевич, Магаданская область
45. Громыко, Андрей Андреевич, Московская область
46. Груздов, Иван Павлович, Курская область
47. Грушевой, Константин Степанович, Московская область
48. Губина, Тамара Абакаровна, Дагестанская АССР
49. Губкин, Марат Павлович, Якутская АССР
50. Гудкова, Галина Фёдоровна, Пензенская область
51. Гусев, Иван Степанович, Марийская АССР
52. Гусев, Николай Николаевич, Калужская область
53. Гусева, Екатерина Ивановна, Смоленская область

## Д
1. Давыдов, Виктор Николаевич, Саратовская область
2. Данилина, Римма Алексеевна, Ленинград
3. Данилов, Александр Иванович, Куйбышевская область
4. Дворникова, Анна Сергеевна, Липецкая область
5. Дегтярёв, Павел Михайлович, Волгоградская область
6. Дедегкаева, Любовь Борисовна, Северо-Осетинская АССР
7. Дементьева, Галина Константиновна, Мордовская АССР
8. Дёмин, Иван Павлович, Москва
9. Демичев, Пётр Нилович, Ярославская область
10. Демченко, Вадим Николаевич, Омская область
11. Демченко, Владимир Акимович, Приморский край
12. Демчук, Вячеслав Николаевич, Приморский край
13. Демьянова, Нина Анатольевна, Москва
14. Денисов, Михаил Михайлович, Кировская область
15. Денисова, Александра Ивановна, Калининская область
16. Денисова, Галина Александровна, Кемеровская область
17. Денисова, Людмила Николаевна, Куйбышевская область
18. Дергунов, Василий Сергеевич, Татарская АССР
19. Дерунов, Павел Фёдорович, Ярославская область
20. Дикарёв, Михаил Александрович, Краснодарский край
21. Дмитриев, Иван Николаевич, Тамбовская область
22. Дмитриев, Николай Иванович, Читинская область
23. Дмитриева, Наталья Васильевна, Рязанская область
24. Дмитриева, Нина Алексеевна, Новосибирская область
25. Дмитриева, Нина Павловна, Хабаровский край
26. Долгий, Анатолий Прокофьевич, Мурманская область
27. Долгих, Владимир Иванович, Липецкая область
28. Домрачева, Надежда Михайловна, Курганская область
29. Донцов, Константин Васильевич, Костромская область
30. Дорофеева, Валентина Васильевна, Краснодарский край
31. Дорошенко, Виктор Карпович, Пензенская область
32. Дорошенко, Николай Васильевич, Белгородская область
33. Дронникова, Татьяна Васильевна, Московская область
34. Дружинин, Михаил Иванович, Читинская область
35. Друзева, Нина Петровна, Белгородская область
36. Дрючин, Александр Павлович, Свердловская область
37. Дубошин, Николай Васильевич, Куйбышевская область
38. Дувакин, Сергей Тимофеевич, Хабаровский край
39. Дуденков, Иван Григорьевич, Иркутская область
40. Дудин, Михаил Александрович, Ленинград
41. Думачев, Анатолий Пантелеевич, Ленинград
42. Дунаев, Александр Евгеньевич, Челябинская область
43. Дунаев, Юрий Борисович, Кемеровская область
44. Дятел, Виталий Афанасьевич, Магаданская область

## Е
1. Егоров, Сергей Ефимович, Куйбышевская область
2. Егорова, Нина Афанасьевна, Пермская область
3. Егорова, Нина Николаевна, Ивановская область
4. Елисеев, Николай Павлович, Краснодарский край
5. Елсуков, Владислав Васильевич, Свердловская область
6. Елышева, Тамара Григорьевна, Приморский край
7. Еманова, Вера Васильевна, Липецкая область
8. Епимахов, Владимир Васильевич, Архангельская область
9. Ерёмина, Валентина Николаевна, Брянская область
10. Ерехинский, Владимир Владимирович, Горьковская область
11. Ерзунов, Виктор Иванович, Пензенская область
12. Ермаков, Николай Спиридонович, Кемеровская область
13. Ермаков, Сергей Николаевич, Астраханская область
14. Ермин, Лев Борисович, Белгородская область
15. Ефименко, Нина Федосовна, Сахалинская область
16. Ефимова, Елена Петровна, Хабаровский край
17. Ефремов, Леонид Николаевич, Томская область
18. Ефремова, Анна Васильевна, Воронежская область

## Ж
1. Жданова, Валентина Андреевна, Челябинская область
2. Желнин, Валерий Валентинович, Ростовская область
3. Жернова, Людмила Васильевна, Москва
4. Жильцов, Юрий Иванович, Алтайский край
5. Жирков, Василий Григорьевич, Рязанская область
6. Жукова, Галина Сергеевна, Владимирская область
7. Жупиков, Николай Александрович, Московская область
8. Журавлёв, Виктор Михайлович, Ростовская область
9. Журкин, Николай Ильич, Курская область
10. Журкин, Юрий Дмитриевич, Краснодарский край

## З
1. Загородний, Василий Иосифович, Курская область
2. Зазулин, Алексей Павлович, Мурманская область
3. Заикин, Валерий Александрович, Куйбышевская область
4. Замотина, Татьяна Алексеевна, Горьковская область
5. Замятина, Алевтина Тимофеевна, Архангельская область
6. Заркова, Валентина Павловна, Томская область
7. Затворницкий, Владимир Андреевич, Москва
8. Затонских, Владимир Андреевич, Липецкая область
9. Захаров, Анатолий Петрович, Тульская область
10. Захаров, Борис Васильевич, Горьковская область
11. Захаров, Василий Георгиевич, Ленинград
12. Захаров, Владимир Анисимович, Сахалинская область
13. Захарова, Валентина Николаевна, Удмуртская АССР
14. Захарова, Надежда Николаевна, Московская область
15. Захарова, Татьяна Михайловна, Ленинград
16. Зверев, Алексей Ильич, Новосибирская область
17. Землянникова, Людмила Андреевна, Башкирская АССР
18. Земцова, Валентина Алексеевна, Москва
19. Зимянин, Михаил Васильевич, Воронежская область
20. Зинова, Мария Павловна, Тульская область
21. Золотарёв, Владимир Дмитриевич, Куйбышевская область
22. Зотов, Виктор Иванович, Воронежская область
23. Зотов, Михаил Семёнович, Краснодарский край
24. Зубов, Анатолий Михайлович, Пермская область
25. Зугалова, Мария Ахмедовна, Чечено-Ингушская АССР
26. Зыков, Михаил Ефимович, Удмуртская АССР
27. Зюкина, Любовь Тихоновна, Липецкая область

## И
1. Иваницкий, Александр Валентинович, Ульяновская область
2. Иваницкий, Николай Михайлович, Ростовская область
3. Иванов, Иван Ильич, Саратовская область
4. Иванов, Серафим Иванович, Псковская область
5. Иванова, Галина Григорьевна, Калужская область
6. Игошина, Татьяна Валентиновна, Московская область
7. Изгагин, Борис Георгиевич, Пермская область
8. Илизаров, Гавриил Абрамович, Курганская область
9. Ильенков, Александр Иванович, Калининская область
10. Ильин, Виктор Митрофанович, Белгородская область
11. Ильичёв, Леонид Александрович, Челябинская область
12. Ионкина, Нелли Фёдоровна, Оренбургская область
13. Ислюков, Семён Матвеевич, Чувашская АССР
14. Ихин, Каюм Гимазетдинович, Башкирская АССР

## К
1. Кабанов, Сергей Петрович, Рязанская область
2. Кабков, Яков Иванович, Горьковская область
3. Казначеев, Виктор Алексеевич, Ставропольский край
4. Кайгородов, Сергей Николаевич, Тюменская область
5. Калинин, Анатолий Вениаминович, Ростовская область
6. Калинин, Евгений Семёнович, Москва
7. Калмыкова, Римма Алексеевна, Тамбовская область
8. Камагаева, Наталья Николаевна, Краснодарский край
9. Камаев, Геронтий Леонтьевич, Ульяновская область
10. Каменев, Альберт Александрович, Московская область
11. Канакина, Галина Андреевна, Оренбургская область
12. Капелько, Владимир Прохорович, Красноярский край
13. Капитонов, Иван Васильевич, Московская область
14. Карабанов, Дмитрий Иванович, Приморский край
15. Карамаев, Михаил Васильевич, Алтайский край
16. Каримов, Мустафа Сафич Башкирская АССР
17. Карпов, Валентин Семёнович, Волгоградская область
18. Касьянова, Вера Алексеевна, Кировская область
19. Каткова, Людмила Петровна, Иркутская область
20. Кашлакова, Нина Леонтьевна, Курская область
21. Кедина, Лидия Прохоровна, Москва
22. Кекин, Александр Алексеевич, Вологодская область
23. Кенчешаова, Зоя Хаджибекировна, Ставропольский край
24. Керимов, Муса Абдурахманович, Чечено-Ингушская АССР
25. Кизюн, Николай Фадеевич, Алтайский край
26. Кипина, Тамара Николаевна, Пермская область
27. Кириленко, Андрей Павлович, Ленинград
28. Кирьянова, Вера Павловна, Краснодарский край
29. Киселёв, Иван Иванович, Горьковская область
30. Кислова, Александра Васильевна, Ростовская область
31. Клементьев, Николай Павлович, Свердловская область
32. Клоченко, Геннадий Иванович, Оренбургская область
33. Клочков, Игорь Евгеньевич, Московская область
34. Ковалёв, Василий Тихонович, Ставропольский край
35. Ковалёв, Владимир Пантелеевич, Свердловская область
36. Ковалёва, Татьяна Алексеевна, Краснодарский край
37. Козлов, Николай Викторович, Удмуртская АССР
38. Козлов, Сергей Васильевич, Куйбышевская область
39. Кознев, Алексей Алексеевич, Пермская область
40. Кокушкин, Владимир Иванович, Ленинград
41. Колбенкова, Нина Александровна, Челябинская область
42. Колмакова, Тамара Павловна, Тамбовская область
43. Колодкина, Елена Константиновна, Иркутская область
44. Коломин, Сергей Михайлович, Москва
45. Колчина, Ольга Павловна, Московская область
46. Кольцова, Нина Васильевна, Москва
47. Комарова, Домна Павловна, Пермская область
48. Комарь, Любовь Ивановна, Краснодарский край
49. Комписенко, Анатолий Куприянович, Алтайский край
50. Конарыгин, Василий Семёнович, Волгоградская область
51. Кондратьева, Вера Васильевна, Ленинград
52. Кондратьков, Евгений Фёдорович, Курская область
53. Коннов, Вениамин Фёдорович, Ставропольский край
54. Коновалов, Николай Григорьевич, Иркутская область
55. Коновалова, Ольга Владимировна, Куйбышевская область
56. Коновалова, Татьяна Николаевна, Калининская область
57. Конопатов, Александр Дмитриевич, Воронежская область
58. Коптев, Вячеслав Иванович, Москва
59. Коптяева, Любовь Васильевна, Москва
60. Копылов, Яков Ильич, Хабаровский край
61. Корепина, Ираида Серафимовна, Мурманская область
62. Корнев, Вадим Дмитриевич, Ивановская область
63. Корнев, Константин Сергеевич, Ставропольский край
64. Корнилов, Александр Григорьевич, Вологодская область
65. Корнилов, Юрий Иванович, Свердловская область
66. Корнилова, Людмила Георгиевна, Татарская АССР
67. Корнилова, Нина Яковлевна, Марийская АССР
68. Коробков, Михаил Петрович, Тульская область
69. Королёв, Олег Алексеевич, Москва
70. Королёва, Валентина Александровна, Москва
71. Королёва, Валентина Васильевна, Тульская область
72. Королёва, Галина Петровна, Хабаровский край
73. Корсаков, Александр Константинович, Москва
74. Кособуцкий, Владимир Николаевич, Оренбургская область
75. Костенко, Николай Иванович, Краснодарский край
76. Косыгин, Алексей Николаевич, Москва
77. Котов, Пётр Кузьмич Воронежская область
78. Кочемасов, Вячеслав Иванович, Ивановская область
79. Кочетков, Анатолий Александрович, Тамбовская область
80. Кочетков, Юрий Петрович, Саратовская область
81. Кочетов, Андрей Алексеевич, Карельская АССР
82. Кошелева, Надежда Николаевна, Тульская область
83. Кошкарова, Серафима Григорьевна, Свердловская область
84. Кошкин, Сергей Глебович, Московская область
85. Кравцов, Борис Васильевич, Свердловская область
86. Крайникова, Мария Павловна, Волгоградская область
87. Краснова, Валентина Николаевна, Амурская область
88. Краснопёрова, Галина Фёдоровна, Кемеровская область
89. Красова, Анна Даниловна, Воронежская область
90. Крец, Яков Яковлевич, Алтайский край
91. Крещук, Александр Васильевич, Астраханская область
92. Кривощёк, Мария Михайловна, Краснодарский край
93. Криулина, Нина Александровна, Орловская область
94. Кроливецкая, Людмила Михайловна, Ростовская область
95. Крупский, Виктор Иосифович, Орловская область
96. Крылов, Сергей Евгеньевич, Волгоградская область
97. Крылова, Зинаида Ивановна, Калининская область
98. Крючков, Николай Сергеевич, Брянская область
99. Кряжев, Анатолий Александрович, Ростовская область
100. Кудакова, Мария Ивановна, Горьковская область
101. Куданкина, Галина Петровна, Кемеровская область
102. Куделина, Лидия Михайловна, Новосибирская область
103. Кудряшов, Михаил Юрьевич, Красноярский край
104. Кудряшова, Раиса Александровна, Ярославская область
105. Кудряшова, Татьяна Николаевна, Горьковская область
106. Кудяшев, Юрий Петрович, Удмуртская АССР
107. Кузнецов, Александр Николаевич, Красноярский край
108. Кузнецов, Василий Васильевич, Московская область
109. Кузнецов, Иван Петрович, Саратовская область
110. Кузнецов, Николай Дмитриевич, Куйбышевская область
111. Кузнецов, Феликс Феодосьевич, Москва
112. Кузнецова, Александра Леонидовна, Свердловская область
113. Кузнецова, Валентина Алексеевна, Челябинская область
114. Кузнецова, Раиса Константиновна, Новосибирская область
115. Кузьмина, Людмила Сергеевна, Удмуртская АССР
116. Кузьмичёв, Владимир Семёнович, Ульяновская область
117. Кулагина, Наталья Олеговна, Ленинград
118. Куликов, Николай Модестович, Волгоградская область
119. Куликов, Фёдор Михайлович, Пензенская область
120. Куликова, Александра Ивановна, Орловская область
121. Култышев, Иван Петрович, Пермская область
122. Кулькова, Вера Евгеньевна, Астраханская область
123. Кундина, Тамара Денисовна, Вологодская область
124. Курбанова, Мадина Ахмадиевна, Дагестанская АССР
125. Куховаренко, Тамара Степановна, Пермская область
126. Кучепатов, Юрий Николаевич, Архангельская область
127. Кушхов, Кишука Сагидович, Кабардино-Балкарская АССР

## Л
1. Лабецкий, Казимир Игнатьевич, Ленинград
2. Лаврентьев, Николай Петрович, Челябинская область
3. Лавров, Лев Николаевич, Пермская область
4. Лакеева, Нина Васильевна, Челябинская область
5. Лакомов, Виктор Иванович, Иркутская область
6. Лалетина, Елена Михайловна, Кировская область
7. Лалетина, Маргарита Фёдоровна, Московская область
8. Лаптев, Мэлис Николаевич, Мурманская область
9. Лапшина, Лидия Васильевна, Московская область
10. Ласков, Григорий Андреевич, Сахалинская область
11. Лебедева, Татьяна Васильевна, Москва
12. Левин, Пётр Алексеевич, Чувашская АССР
13. Левушкина, Наталья Ивановна, Саратовская область
14. Лежепеков, Василий Яковлевич, Пензенская область
15. Лемаев, Николай Васильевич, Татарская АССР
16. Лизичев, Алексей Дмитриевич, Иркутская область
17. Лисой, Виктор Александрович, Мурманская область
18. Листов, Владимир Владимирович, Башкирская АССР
19. Литвинова, Галина Петровна, Пермская область
20. Лобанова, Валентина Фёдоровна, Горьковская область
21. Лобов, Олег Иванович, Свердловская область
22. Логачева, Вера Алексеевна, Оренбургская область
23. Логинов, Василий Андреевич, Калининградская область
24. Лозовой, Владимир Демьянович, Оренбургская область
25. Локотунин, Валерий Иванович, Липецкая область
26. Локтионов, Владимир Петрович, Оренбургская область
27. Ломакин, Юрий Иванович, Волгоградская область
28. Лопаткина, Валентина Егоровна, Курская область
29. Луговцев, Виктор Павлович, Ульяновская область
30. Лукашевич, Леонид Николаевич, Челябинская область
31. Лукашенко, Николай Григорьевич, Якутская АССР
32. Лунина, Нина Юрьевна, Волгоградская область
33. Лунина, Мария Ивановна, Рязанская область
34. Лущенко, Николай Яковлевич, Вологодская область
35. Лютиков, Рудольф Гаврилович, Пермская область
36. Лякишева, Нина Афанасьевна, Ставропольский край

## М
1. Маврин, Иван Филиппович, Амурская область
2. Маврина, Анна Фёдоровна, Куйбышевская область
3. Магомадов, Леча Добачевич, Чечено-Ингушская АССР
4. Магомедова, Асият Магомедовна, Дагестанская АССР
5. Маканин, Александр Дмитриевич, Белгородская область
6. Макарова, Софья Васильевна, Горьковская область
7. Макиевский, Алексей Михайлович, Горьковская область
8. Максимова, Ирина Алексеевна, Татарская АССР
9. Малафеев, Александр Степанович, Пермская область
10. Малахов, Сергей Константинович, Ленинград
11. Малков, Леонид Михайлович, Костромская область
12. Малов, Владимир Фёдорович, Иркутская область
13. Малышев, Владимир Николаевич, Тюменская область
14. Малышева, Евгения Алексеевна, Кировская область
15. Мальцев, Николай Семёнович, Брянская область
16. Мальцев, Терентий Семёнович, Курганская область
17. Мальцева, Валентина Ивановна, Татарская АССР
18. Малярова, Валентина Ивановна, Оренбургская область
19. Манькин, Иван Павлович, Карельская АССР
20. Манюхин, Виктор Митрофанович, Свердловская область
21. Маркин, Сергей Николаевич, Якутская АССР
22. Мартиросова, Елена Ивановна, Москва
23. Мартынова, Нина Владимировна, Калужская область
24. Мартыщенко, Анна Афанасьевна, Новосибирская область
25. Маслак, Нина Николаевна, Красноярский край
26. Масленников, Владимир Николаевич, Московская область
27. Масленников, Николай Иванович, Свердловская область
28. Матвеев, Анатолий Васильевич, Ростовская область
29. Матвеева, Светлана Егоровна, Астраханская область
30. Матросов, Вадим Александрович, Амурская область
31. Матрошилова, Надежда Ивановна, Краснодарский край
32. Матушкин, Семён Егорович, Челябинская область
33. Махмутов, Ульмасбай Хайбрахманович, Башкирская АССР
34. Махнев, Александр Иванович, Курганская область
35. Махонин, Николай Анатольевич, Москва
36. Машовец, Василий Иванович, Ленинградская область
37. Машьянов, Николай Порфирьевич, Хабаровский край
38. Меджидова, Хамзадай Расуловна, Дагестанская АССР
39. Мелентьев, Юрий Серафимович, Тюменская область
40. Мельников, Александр Григорьевич, Томская область
41. Мельников, Владимир Иванович, Коми АССР
42. Мендуме, Михаил Клаевич, Тувинская АССР
43. Меркулов, Павел Иванович, Оренбургская область
44. Милащенко, Николай Захарович, Омская область
45. Милякова, Луиза Константиновна, Новосибирская область
46. Минникова, Людмила Ивановна, Кемеровская область
47. Миракина, Тамара Николаевна, Москва
48. Миронова, Валентина Алексеевна, Ставропольский край
49. Митенков, Фёдор Михайлович, Горьковская область
50. Митрофанова, Татьяна Николаевна, Красноярский край
51. Митыпова, Ханда Мижытовна, Бурятская АССР
52. Михайленко, Галина Васильевна, Амурская область
53. Михайлов, Виктор Иванович, Иркутская область
54. Михайлова, Валентина Васильевна, Башкирская АССР
55. Михайловский, Аркадий Петрович, Ленинград
56. Михалёв, Аркадий Васильевич, Иркутская область
57. Мишук, Александр Степанович, Дагестанская АССР
58. Мищенко, Виктор Тимофеевич, Алтайский край
59. Мокеев, Николай Николаевич, Владимирская область
60. Мокряков, Анатолий Васильевич, Ивановская область
61. Мокшина, Валентина Дмитриевна, Куйбышевская область
62. Морковкина, Анна Григорьевна, Московская область
63. Мороз, Иван Михайлович, Горьковская область
64. Морщаков, Фёдор Михайлович, Свердловская область
65. Мочалов, Николай Иванович, Свердловская область
66. Мукоед, Александр Львович, Красноярский край
67. Муравьёв, Анатолий Юрьевич, Ленинград
68. Мухина, Людмила Николаевна, Тульская область
69. Мысников, Юрий Алексеевич, Саратовская область
70. Мясников, Георг Васильевич, Пензенская область

## Н
1. Нагорный, Иван Михайлович, Ставропольский край
2. Назаренко, Борис Дмитриевич, Сахалинская область
3. Назаров, Александр Игнатьевич, Новосибирская область
4. Найданов, Валентин Петрович, Кемеровская область
5. Намсинов, Илья Евгеньевич, Калмыцкая АССР
6. Наровчатов, Сергей Сергеевич, Москва
7. Натесов, Анатолий Никитович, Пензенская область
8. Наумов, Владимир Иванович, Ростовская область
9. Нежданов, Николай Павлович, Тюменская область
10. Некрасова, Любовь Николаевна, Свердловская область
11. Ненашев, Михаил Фёдорович, Башкирская АССР
12. Нечаев, Владимир Александрович, Якутская АССР
13. Нешков, Хрисанф Павлович, Ярославская область
14. Низамов, Сагит Султанович, Татарская АССР
15. Никитин, Сергей Сергеевич, Татарская АССР
16. Никифорова, Наталья Ивановна, Владимирская область
17. Николаев, Алексей Александрович, Смоленская область
18. Николаев, Андриян Григорьевич, Чувашская АССР
19. Николаев, Георгий Александрович, Москва
20. Нифантов, Геннадий Николаевич, Пермская область
21. Новиков, Василий Петрович, Хабаровский край
22. Новиков, Нил Дмитриевич, Липецкая область
23. Новиков, Павел Иванович, Ульяновская область
24. Новиченко, Анна Михайловна, Волгоградская область
25. Новожилова, Зоя Григорьевна, Омская область
26. Новоселова, Римма Ефимовна, Свердловская область
27. Ногин, Сергей Васильевич, Саратовская область
28. Норка, Ефим Алексеевич, Омская область
29. Носов, Николай Фёдорович, Читинская область
30. Носырев, Даниил Павлович, Ленинград

## О
1. Образцов, Иван Филиппович, Московская область
2. Обушенков, Лев Константинович, Хабаровский край
3. Овсянников, Василий Иванович, Челябинская область
4. Овчинников, Юрий Анатольевич, Москва
5. Огурцов, Николай Алексеевич, Краснодарский край
6. Одинцова, Людмила Ивановна, Кабардино-Балкарская АССР
7. Ондар, Чимит-Доржу Байырович, Тувинская АССР
8. Ополовнин, Юрий Викторович, Калужская область
9. Орлов, Александр Кириллович, Башкирская АССР
10. Орлов, Владимир Павлович, Красноярский край
11. Осинцева, Галина Николаевна, Омская область
12. Осипчик, Борис Александрович, Псковская область
13. Осколкова, Тамара Николаевна, Свердловская область
14. Осовская, Татьяна Васильевна, Московская область

## П
1. Павлов, Павел Васильевич, Курганская область
2. Павлова, Валентина Павловна, Алтайский край
3. Павлова, Галина Леонидовна, Вологодская область
4. Павловский, Лев Константинович, Ленинградская область
5. Падорин, Юрий Иванович, Мурманская область
6. Паймуллина, Лидия Ивановна, Чувашская АССР
7. Паленова, Валентина Алексеевна, Московская область
8. Панафидина, Валентина Ивановна, Новосибирская область
9. Панев, Зосима Васильевич, Коми АССР
10. Панина, Валентина Васильевна, Кемеровская область
11. Панкратов, Юрий Александрович, Псковская область
12. Панкратова, Ирина Петровна, Омская область
13. Панов, Константин Николаевич, Горьковская область
14. Парамонов, Альберт Михайлович, Калининская область
15. Паршина, Лидия Николаевна, Алтайский край
16. Пастухов, Виктор Александрович, Тульская область
17. Паузин, Николай Иванович, Кировская область
18. Пахмутова, Александра Николаевна, Воронежская область
19. Пашина, Ольга Дмитриевна, Тамбовская область
20. Пашкова, Клавдия Павловна, Ростовская область
21. Пельше, Арвид Янович, Волгоградская область
22. Пентюхов, Иван Алексеевич, Орловская область
23. Первенцев, Аркадий Алексеевич, Краснодарский край
24. Перевозкин, Александр Филиппович, Свердловская область
25. Першин, Николай Николаевич, Рязанская область
26. Песков, Юрий Александрович, Ростовская область
27. Пестов, Василий Серафимович, Московская область
28. Петина, Валентина Васильевна, Волгоградская область
29. Петров, Борис Николаевич, Московская область
30. Петров, Леонид Валентинович, Москва
31. Петровичев, Николай Александрович, Калужская область
32. Петровичева, Александра Ивановна, Москва
33. Пивоваров, Николай Дмитриевич, Ростовская область
34. Пиксаев, Александр Осипович, Мордовская АССР
35. Пименов, Валерий Иванович, Ленинград
36. Пиреева, Анна Фроловна, Калининградская область
37. Пирогов, Николай Петрович, Омская область
38. Пирожков, Владимир Петрович, Алтайский край
39. Плетнёва, Валентина Николаевна, Костромская область
40. Плетнёва, Татьяна Васильевна, Вологодская область
41. Плеханова, Елена Николаевна, Мордовская АССР
42. Плотникова, Валентина Алексеевна, Коми АССР
43. Плотникова, Елизавета Павловна, Башкирская АССР
44. Погодин, Владимир Алексеевич, Куйбышевская область
45. Погостинская, Фаина Ивановна, Читинская область
46. Подольский, Евгений Михайлович, Тамбовская область
47. Пожарницкая, Татьяна Николаевна, Брянская область
48. Полевикова, Нина Ивановна, Ленинградская область
49. Поливанов, Фёдор Иванович, Ростовская область
50. Полушин, Леонид Васильевич, Марийская АССР
51. Поляков, Владимир Евгеньевич, Москва
52. Поляков, Михаил Васильевич, Московская область
53. Пономарёв, Алексей Филиппович, Белгородская область
54. Пономарёв, Борис Николаевич, Саратовская область
55. Пономарёв, Вадим Алексеевич, Москва
56. Пономарёв, Игорь Николаевич, Москва
57. Пономарёв, Николай Николаевич, Москва
58. Попов, Александр Григорьевич, Хабаровский край
59. Попов, Василий Павлович, Рязанская область
60. Попов, Владимир Иванович, Ярославская область
61. Попов, Михаил Александрович, Красноярский край
62. Попова, Вера Афанасьевна, Якутская АССР
63. Попова, Галина Ивановна, Пермская область
64. Попыгин, Александр Алексеевич, Саратовская область
65. Поручиков, Иван Яковлевич, Брянская область
66. Посохин, Михаил Васильевич, Москва
67. Постников, Виктор Иванович, Ставропольский край
68. Постников, Станислав Иванович, Ростовская область
69. Постол, Зоя Петровна, Краснодарский край
70. Потапов, Анатолий Иванович, Томская область
71. Потапов, Лев Николаевич, Белгородская область
72. Походина, Александра Ивановна, Брянская область
73. Почетнова, Надежда Александровна, Ленинградская область
74. Праксин, Фёдор Герасимович, Владимирская область
75. Прахов, Виктор Иванович, Московская область
76. Пресняков, Алексей Михайлович, Калининградская область
77. Прилукина, Светлана Ивановна, Карельская АССР
78. Приходько, Нина Романовна, Башкирская АССР
79. Прокопьев, Леонид Прокопьевич, Чувашская АССР
80. Просянкин, Григорий Лазаревич, Архангельская область
81. Прохоров, Василий Петрович, Московская область
82. Пушкарская, Татьяна Сергеевна, Белгородская область
83. Пчельников, Виктор Афанасьевич, Красноярский край

## Р
1. Радченко, Василий Григорьевич, Алтайский край
2. Ракшина, Татьяна Дмитриевна, Куйбышевская область
3. Рамеев, Марс Камилович, Татарская АССР
4. Расшибина, Лидия Фёдоровна, Воронежская область
5. Рахманов, Талгат Лутфуллович, Башкирская АССР
6. Репин, Иван Петрович, Ленинградская область
7. Ржибаев, Василий Иванович, Саратовская область
8. Ровнин, Лев Иванович, Архангельская область
9. Родин, Алексей Александрович, Краснодарский край
10. Рожков, Николай Александрович, Москва
11. Розмахова, Анна Васильевна, Калужская область
12. Романкевич, Николай Тимофеевич, Иркутская область
13. Романов, Алексей Васильевич, Ярославская область
14. Романов, Виталий Иосифович, Марийская АССР
15. Романов, Григорий Васильевич, Ленинград
16. Росовский, Алексей Андреевич, Куйбышевская область
17. Руденко, Василий Стефанович, Ставропольский край
18. Рудкина, Татьяна Георгиевна, Бурятская АССР
19. Рудь, Клавдия Леонтьевна, Краснодарский край
20. Рулева, Любовь Сергеевна, Саратовская область
21. Русаков, Константин Викторович, Ростовская область
22. Русакова, Татьяна Васильевна, Владимирская область
23. Русанов, Александр Андреевич, Московская область
24. Русских, Любовь Ивановна, Калининская область
25. Рыбалко, Иван Васильевич, Алтайский край
26. Рыгаева, Нина Павловна, Московская область
27. Рычин, Евгений Сергеевич, Московская область

## С
1. Сабанеев, Владимир Дмитриевич, Приморский край
2. Сабуров, Николай Алексеевич, Ярославская область
3. Савин, Анатолий Александрович, Тульская область
4. Савин, Сергей Николаевич, Воронежская область
5. Савченко, Валентина Фёдоровна, Ростовская область
6. Саганов, Владимир Бизьяевич, Бурятская АССР
7. Салахов, Таир Теймур оглы, Татарская АССР
8. Салманов, Фарман Курбан оглы, Тюменская область
9. Самойленко, Виктор Григорьевич, Пермская область
10. Самойлов, Иван Филиппович, Бурятская АССР
11. Самсонова, Евгения Николаевна, Московская область
12. Сапожников, Анатолий Яковлевич, Московская область
13. Сапожникова, Мария Александровна, Москва
14. Сатанин, Пётр Александрович, Челябинская область
15. Саух, Людмила Николаевна, Архангельская область
16. Сафина, Венера Хайдаровна, Татарская АССР
17. Сафронов, Николай Фёдорович, Челябинская область
18. Свиридов, Георгий Васильевич, Волгоградская область
19. Свиридов, Николай Васильевич, Горьковская область
20. Севастьянов, Иван Павлович, Новосибирская область
21. Седавкина, Маргарита Андреевна, Ярославская область
22. Селищев, Алексей Васильевич, Липецкая область
23. Семачева, Нина Васильевна, Москва
24. Семейкина, Екатерина Дмитриевна, Московская область
25. Семёнов, Бато Семёнович, Бурятская АССР
26. Семёнов, Валентин Александрович, Волгоградская область
27. Семёнов, Геннадий Николаевич, Курганская область
28. Семёнова, Нина Михайловна, Новгородская область
29. Семизоров, Николай Фёдорович, Куйбышевская область
30. Семченко, Василий Михайлович, Воронежская область
31. Семченкова, Нина Семёновна, Смоленская область
32. Сербаева, Галина Васильевна, Красноярский край
33. Сергеева, Нина Григорьевна, Горьковская область
34. Сергеева, Татьяна Николаевна, Ленинград
35. Сердюков, Василий Георгиевич, Ростовская область
36. Сердюкова, Вера Васильевна, Волгоградская область
37. Серых, Леонид Афанасьевич, Смоленская область
38. Сидельникова, Татьяна Серафимовна, Пермская область
39. Сидоров, Владимир Иванович, Краснодарский край
40. Сидоров, Михаил Маркович, Алтайский край
41. Сизов, Леонид Георгиевич, Красноярский край
42. Сизых, Галина Ивановна, Иркутская область
43. Силаева, Александра Ивановна, Тульская область
44. Симанкин, Николай Филиппович, Кабардино-Балкарская АССР
45. Симонов, Кирилл Степанович, Чувашская АССР
46. Синегубов, Николай Трофимович, Тульская область
47. Сипатова, Вера Васильевна, Горьковская область
48. Ситников, Василий Иванович, Кемеровская область
49. Скареднов, Виктор Павлович, Тюменская область
50. Скворцов, Виктор Михайлович, Свердловская область
51. Скворцова, Валентина Алексеевна, Московская область
52. Скляров, Юрий Александрович, Воронежская область
53. Скоробогатов, Иван Александрович, Чувашская АССР
54. Скороходова, Таисия Семёновна, Костромская область
55. Скрипников, Анатолий Васильевич, Калининская область
56. Скутина, Светлана Леонтьевна, Кировская область
57. Смирнов, Валентин Дмитриевич, Костромская область
58. Смирнов, Владимир Георгиевич, Новгородская область
59. Смирнов, Иван Семёнович, Орловская область
60. Смирнова, Любовь Евгеньевна, Татарская АССР
61. Снегирева, Татьяна Александровна, Томская область
62. Собко, Константин Иванович, Хабаровский край
63. Соболев, Михаил Георгиевич, Оренбургская область
64. Соболев, Юрий Николаевич, Кировская область
65. Созыкин, Андрей Григорьевич, Ивановская область
66. Соколов, Александр Александрович, Горьковская область
67. Соколов, Александр Александрович, Ленинградская область
68. Соколов, Алексей Емельянович, Иркутская область
69. Соколова, Клавдия Михайловна, Челябинская область
70. Соловьёв, Валентин Петрович, Кемеровская область
71. Соловьёв, Владимир Константинович, Камчатская область
72. Соломенцев, Михаил Сергеевич, Челябинская область
73. Сорокин, Алексей Иванович, Краснодарский край
74. Сосновский, Александр Сергеевич, Читинская область
75. Спиридонов, Эмиль Николаевич, Камчатская область
76. Спицына, Евгения Мирославовна, Краснодарский край
77. Старшиков, Георгий Георгиевич, Ставропольский край
78. Степанова, Тамара Петровна, Читинская область
79. Столетов, Всеволод Николаевич, Ленинград
80. Столяров, Евгений Васильевич, Башкирская АССР
81. Стрельников, Валентин Павлович, Московская область
82. Стригунова, Ольга Ивановна, Ростовская область
83. Суворкина, Раиса Ивановна, Владимирская область
84. Султанов, Файзулла Валеевич, Башкирская АССР
85. Сурова, Татьяна Петровна, Горьковская область
86. Суслов, Михаил Андреевич, Куйбышевская область
87. Сусляк, Василий Михайлович, Тульская область
88. Сухобок, Ида Николаевна, Приморский край
89. Сухоруков, Дмитрий Семёнович, Татарская АССР
90. Сушков, Тихон Степанович, Владимирская область
91. Сычёва, Елена Константиновна, Иркутская область

## Т
1. Табакова, Зинаида Александровна, Горьковская область
2. Талалаев, Николай Александрович, Свердловская область
3. Тараков, Дмитрий Архипович, Оренбургская область
4. Таранин, Николай Илларионович, Новосибирская область
5. Тарарыкин, Вячеслав Яковлевич, Ивановская область
6. Тарасов, Леонид Павлович, Свердловская область
7. Тарунин, Григорий Васильевич, Челябинская область
8. Татарова, Анна Васильевна, Брянская область
9. Телепнёв, Пётр Максимович, Тюменская область
10. Терентьев, Анатолий Евгеньевич, Кировская область
11. Терентьева, Ольга Петровна, Чувашская АССР
12. Терентьева, Раиса Григорьевна, Орловская область
13. Терехова, Эльвира Ивановна, Амурская область
14. Терещенко, Николай Дмитриевич, Ставропольский край
15. Тесленко, Юрий Григорьевич, Владимирская область
16. Тимошенко, Валентина Павловна, Калининградская область
17. Титков, Сергей Николаевич, Новосибирская область
18. Титов, Фёдор Егорович, Чечено-Ингушская АССР
19. Тихонов, Николай Александрович, Ленинград
20. Тихонова, Татьяна Михайловна, Ставропольский край
21. Ткачёв, Сергей Петрович, Тульская область
22. Тлехас, Мугдин Салихович, Краснодарский край
23. Толмачёва, Галина Алексеевна, Костромская область
24. Томский, Николай Васильевич, Москва
25. Трегубов, Николай Петрович, Москва
26. Третьяков, Виктор Михайлович, Архангельская область
27. Третьякова, Ангелина Викторовна, Вологодская область
28. Трещёв, Фёдор Иванович, Кировская область
29. Трофимов, Владимир Васильевич, Удмуртская АССР
30. Трофимов, Николай Семёнович, Москва
31. Трофимук, Андрей Алексеевич, Новосибирская область
32. Трубицын, Евгений Георгиевич, Бурятская АССР
33. Трунов, Борис Павлович, Ленинград
34. Трушин, Василий Петрович, Москва
35. Тубылов, Афанасий Ильич, Удмуртская АССР
36. Тулина, Лидия Семёновна, Красноярский край
37. Тхаркахова, Сара Измаиловна, Краснодарский край
38. Тычков, Юрий Игоревич, Новосибирская область
39. Тюрин, Марк Андреевич, Астраханская область

## У
1. Угужаков, Василий Архипович, Красноярский край
2. Украинцев, Александр Петрович, Читинская область
3. Умалатов, Алипаша Джалалович, Дагестанская АССР
4. Урайский, Виктор Сергеевич, Кемеровская область
5. Урюпина, Александра Егоровна, Алтайский край
6. Усманов, Гумер Исмагилович, Татарская АССР
7. Успенский, Виктор Константинович, Татарская АССР
8. Устинов, Дмитрий Фёдорович, Владимирская область
9. Уткин, Борис Павлович, Башкирская АССР
10. Уткина, Татьяна Михайловна, Куйбышевская область
11. Учайкин, Василий Семёнович, Мордовская АССР
12. Ушкалов, Николай Фёдорович, Ленинград

## Ф
1. Фабрицкая, Валентина Васильевна, Воронежская область
2. Фалалеева, Татьяна Алексеевна, Омская область
3. Фалин, Валентин Михайлович, Краснодарский край
4. Фархутдинов, Камиль Галлямович, Башкирская АССР
5. Фёдоров, Алексей Николаевич, Новгородская область
6. Фёдоров, Николай Фёдорович, Ленинградская область
7. Фёдорова, Антонида Петровна, Челябинская область
8. Фёдорова, Мария Семёновна, Омская область
9. Фёдорова, Нина Алексеевна, Ленинградская область
10. Федюнин, Евгений Петрович, Москва
11. Феклов, Иван Григорьевич, Куйбышевская область
12. Фефилов, Клавдий Егорович, Архангельская область
13. Филатов, Виктор Андреевич, Новосибирская область
14. Филатов, Дмитрий Иванович, Смоленская область
15. Филатова, Любовь Васильевна, Ростовская область
16. Филиппов, Александр Гаврилович, Кемеровская область
17. Филипченко, Сергей Александрович, Амурская область
18. Филоненко, Виктор Фёдорович, Воронежская область
19. Филонов, Михаил Дмитриевич, Ленинград
20. Финатов, Василий Егорович, Московская область
21. Фоменко, Нина Михайловна, Челябинская область
22. Фомин, Борис Иванович, Ленинград
23. Фощенко, Владимир Ильич, Краснодарский край
24. Фролкин, Иван Тихонович, Калужская область
25. Фролов, Анатолий Иванович, Москва
26. Фролов, Константин Иванович, Ростовская область
27. Фролова, Наталья Афанасьевна, Москва
28. Фролова, Нина Михайловна, Алтайский край

## Х
1. Хамутовская, Людмила Викторовна, Саратовская область
2. Харина, Любовь Александровна, Читинская область
3. Хафизова, Нурсина Мухаметдиновна, Татарская АССР
4. Хлестков, Алексей Александрович, Ростовская область
5. Холодилова, Галина Николаевна, Архангельская область
6. Хомутских, Александр Григорьевич, Липецкая область
7. Хохлова, Галина Иосифовна, Пермская область
8. Храмов, Иван Фёдорович, Татарская АССР
9. Храмова, Вера Алексеевна, Мордовская АССР
10. Христенко, Василий Тимофеевич, Алтайский край
11. Хубиев, Владимир Исламович, Ставропольский край
12. Хурамшин, Талгат Закирович, Тюменская область

## Ц
1. Цагараев, Михаил Гацирович, Северо-Осетинская АССР
2. Цибизова, Зоя Дмитриевна, Челябинская область
3. Цинев, Георгий Карпович, Ленинградская область
4. Цыбенова, Бальжит Сагаевна, Читинская область
5. Цыганков, Анатолий Сергеевич, Омская область

## Ч
1. Чабаненко, Валентина Григорьевна, Оренбургская область
2. Чабдаров, Борис Касимович, Кабардино-Балкарская АССР
3. Чакина, Лариса Ивановна, Чечено-Ингушская АССР
4. Чебоксарова, Вера Викторовна, Тюменская область
5. Чекасин, Степан Алексеевич, Оренбургская область
6. Челноков, Виктор Андреевич, Новосибирская область
7. Червяков, Александр Дмитриевич, Кировская область
8. Черезов, Юрий Захарович, Челябинская область
9. Черепанова, Нина Николаевна, Алтайский край
10. Черноиванова, Валентина Тимофеевна, Ростовская область
11. Черкашина, Антонина Юрьевна, Ставропольский край
12. Черкашина, Валентина Николаевна, Волгоградская область
13. Черненко, Константин Устинович, Москва
14. Чернецова, Валентина Александровна, Московская область
15. Чернышева, Любовь Ивановна, Воронежская область
16. Чернышёва, Светлана Александровна, Карельская АССР
17. Чернышов, Евгений Николаевич, Пермская область
18. Черушев, Владимир Ильич, Краснодарский край
19. Чистоплясов, Степан Иванович, Пермская область
20. Чистяков, Иван Васильевич, Калининская область
21. Чистякова, Валентина Ивановна, Ивановская область
22. Чичеров, Владимир Степанович, Ленинград
23. Чубыкина, Надежда Владимировна, Московская область
24. Чуканов, Анатолий Дмитриевич, Тамбовская область
25. Чумакова, Тамара Ивановна, Приморский край
26. Чупий, Василий Васильевич, Карельская АССР
27. Чурбанов, Юрий Михайлович, Московская область

## Ш
1. Шабанов, Виталий Михайлович, Калининградская область
2. Шалугина, Нина Дмитриевна, Псковская область
3. Шальков, Иван Иванович, Красноярский край
4. Шамонин, Анатолий Тарасович, Московская область
5. Шаповалов, Игорь Александрович, Тюменская область
6. Шарин, Леонид Васильевич, Приморский край
7. Шаров, Владимир Егорович, Курская область
8. Шатрова, Мария Ивановна, Пермская область
9. Шестак, Галина Ивановна, Ставропольский край
10. Шестопалов, Николай Фёдорович, Саратовская область
11. Шешукова, Маргарита Николаевна, Коми АССР
12. Шибанов, Иван Григорьевич, Свердловская область
13. Шилин, Николай Васильевич, Горьковская область
14. Шило, Николай Алексеевич, Приморский край
15. Шиловский, Владимир Петрович, Владимирская область
16. Шилоносова, Ираида Фёдоровна, Башкирская АССР
17. Шиманский, Всеволод Павлович, Краснодарский край
18. Шиповская, Наталия Андреевна, Тамбовская область
19. Ширяев, Владимир Васильевич, Москва
20. Шитов, Александр Иванович, Дагестанская АССР
21. Шишканов, Василий Фёдорович, Тульская область
22. Шишкин, Михаил Иванович, Удмуртская АССР
23. Шишкина, Тамара Александровна, Саратовская область
24. Шкляев, Михаил Михайлович, Удмуртская АССР
25. Шоленкова, Анна Андрияновна, Курская область
26. Штыменко, Таиса Ивановна, Ростовская область
27. Шулешко, Фёдор Иосифович, Куйбышевская область
28. Шульга, Михаил Андреевич, Ставропольский край
29. Шумейко, Анатолий Григорьевич, Воронежская область
30. Шумилин, Борис Тихонович, Курганская область
31. Шумилина, Мария Никифоровна, Смоленская область
32. Шумилова, Мария Николаевна, Свердловская область
33. Шустикова, Варвара Ивановна, Тюменская область

## Щ
1. Щедрин, Родион Константинович, Омская область
2. Щелкина, Лариса Александровна, Смоленская область
3. Щербакова, Зинаида Александровна, Смоленская область
4. Щербина, Иван Сергеевич, Красноярский край
5. Щербинин, Александр Иванович, Чечено-Ингушская АССР

## Ю
1. Юдаев, Александр Иванович, Башкирская АССР
2. Юдахин, Геннадий Тимофеевич, Куйбышевская область
3. Юрасов, Евгений Сергеевич, Калининская область
4. Юрченко, Владимир Семёнович, Краснодарский край

## Я
1. Яковлев, Борис Павлович, Рязанская область
2. Яковлев, Иван Кириллович, Кировская область
3. Ярошенко, Ольга Михайловна, Ростовская область
4. Ярцева, Нина Герасимовна, Москва
5. Ясиновский, Валентин Мартемьянович, Москва
6. Яснов, Михаил Алексеевич, Татарская АССР
7. Ястребов, Иван Павлович, Свердловская область
8. Яхин, Риза Хажиахметович, Башкирская АССР
9. Яшина, Тамара Ивановна, Куйбышевская область